# Monodrama
Monodrama či také Divadlo jednoho herce (anglicky One man show, One person show), je dramatický žánr (divadelní hra) s jedinou postavou.

## Popis
Jeho základem je monolog, který je však pouze formou monodramatu. Délka inscenace je většinou kratší oproti jiným divadelním hrám. Monodrama se používá také v operním a hudebním dramatu, zvláště pak v 18. století se tak označovalo mluvené drama s hudebním doprovodem. Monodrama bylo významnou součástí starořeckého divadla. Jeho další rozvoj se poté odehrál v 18. století.
Termínem One man show se někdy také označuje divadelní představení, ve kterém je daná postava upřednostňována oproti ostatním (např. Sluha dvou pánů v podání Miroslava Donutila).

## Nejznámější monodramata

### Lidský hlas
Lidský hlas je pravděpodobně nejznámější monodrama poslední doby. Jeho autorem je Jean Cocteau, který tuto jednoaktovku napsal v roce 1930. V Česku je hra známá především v podání Jaroslavy Adamové v inscenaci v Divadle Viola z počátku 70. let, v režii Josefa Henkeho, jejíž záznam vyšel i na gramofonových deskách a dostalo se jí i televizního zpracování. V současnosti lze toto představení zhlédnout například v podání Zuzany Bydžovské, v režii Alice Nellis.

### Svou vlastní ženou
Na rozdíl od většiny monodramat postavených na principu jediné postavy, v divadelní hře Svou vlastní ženou herec ve stejném kostýmu (berlínského transvestity Charlotte von Mahlsdorf) pouze pomocí gest, změny hlasové intonace či mimikou vytváří přes 35 různých postav, které dějem procházejí. Hru napsal americký dramatik Doug Wright a v roce 2004 za ni obdržel Pulitzerovu cenu. Broadwayské uvedení získalo v témže roce divadelní cenu Tony za nejlepší inscenaci sezóny. V Česku se tato hra hrála jak v profesionálním nastudování (Divadlo Letí s Pavolem Smolárikem) tak na amatérských jevištích (Divadlo SoLiTEAter v podání Libora Ulovce). Obě inscenace měly značný ohlas u publika a získaly řadu profesních ocenění.